# Ipconazool
Ipconazool (ISO-naam) is een fungicide dat behoort tot de triazolen. Het is een chirale verbinding waarvan verschillende stereo-isomeren bestaan. Het technisch product is een mengsel van  twee isomeren.
De isomeren hebben verschillende fysische eigenschappen. Het is niet bekend of beide isomeren biologisch actief zijn ofwel enkel een van beide, en wat het verschil in biologische activiteit is.

## Werking
Ipconazool is een fungicide voor de behandeling van zaden van verschillende land- en tuinbouwgewassen. Het wordt toegepast voorafgaand aan het planten of zaaien. Het heeft een breed werkingsspectrum tegen schimmels uit de Zygomycetes-, Ascomycetes-, Basidiomycetes- en Deuteromycetes-klassen. Het werkt door de inhibitie van de biosynthese van sterolen in de schimmels.
Ipconazool werd rond 1986 ontwikkeld door het Japanse bedrijf Kureha, dat ook het fungicide metconazool ontwikkelde. In Japan is het sedert 1994 op de markt voor de behandeling van rijstzaad.

## Regelgeving
In 2007 werd een aanvraagdossier ingediend om ipconazool in de Europese Unie als gewasbeschermingsmiddel toe te laten. Na evaluatie (waarbij de aanvrager bijkomende inlichtingen moest verstrekken) heeft de Europese Commissie ipconazool in mei 2014 opgenomen in de lijst van toegelaten gewasbeschermingsmiddelen. De goedkeuringstermijn ging in op 1 september 2014, maar er zijn een aantal voorwaarden aan verbonden in verband met de ecotoxiciteit van de stof. De aanvrager moet nog bijkomende bevestigende informatie aanleveren over de aanvaardbaarheid van het langetermijnrisico voor zaadetende vogels; de aanvaardbaarheid van het risico voor bodemmacro-organismen; het risico van enantioselectieve metabolisering of afbraak (de isomeren kunnen mogelijk met verschillende snelheden in het milieu afbreken); en de potentiële hormoonontregelende eigenschappen van de stof voor vogels en vissen.